# Cerco de Piratininga
El cerco de Piratininga o guerra de Piratininga fue un ataque realizado el 9 de julio de 1562 a la entonces villa de São Paulo dos Campos de Piratininga, la actual ciudad de São Paulo, por parte de indios de las tribus guarulhos, guaianás y carios, que se unieron en una coalición y se rebelaron contra la alianza entre Tibiriçá y los jesuitas. Algunos de estos indios eran familiares de Tibiriçá y otros habían vivido en la aldea de los sacerdotes y recibido la catequesis pero en ese momento los rechazaban.

## Antecedentes
La unión entre portugueses y tupis provocó desconfianza y antipatía entre los nativos más radicales que, si buscaban alguna excusa para atacar a los europeos, encontraron una muy importante: la práctica de la esclavitud por parte de los colonizadores. Percibiendo la creciente hostilidad, los portugueses nombraron a João Ramalho como jefe de la defensa militar de São Paulo el 28 de mayo de 1562. En consonancia con el cargo que había desempeñado anteriormente en Santo André da Borda do Campo. El 3 de julio de 1562, un indio que vivía con los que pretendían atacar pero que tenía parientes viviendo entre los hombres de Tibiriçá, avisó a los jesuitas para que se defendieran del inminente ataque. Cinco días antes del ataque, por orden de Tibiriçá, los indios abandonaron sus casas y cultivos, en una costumbre de guerra indígena, preparándose para la guerra. Jaguaranho ("perro enojado" en tupí), temiendo por la vida de su tío, Tibiriçá, intentó convencerlo de que abandonara la defensa de los sacerdotes, sin tener éxito.

## El asedio
Descontentas con esta alianza, las tribus rebeldes lanzaron un ataque en la mañana del 9 de julio de 1562. El ataque tuvo lugar en el solar del colegio de los jesuitas, donde hoy se encuentra el Pátio do Colégio, al grito de jukaí karaíba (muerte a los portugueses). Los invasores iban todos pintados y emplumados, de acuerdo con su tradición militar.
El asedio fue dirigido por Jaguaranho, que probablemente actuó siguiendo órdenes de su padre, Piquerobi, líder de la aldea rebelde de Ururaí, situada en lo que hoy es el barrio de São Miguel Paulista, en el lado este de la ciudad. Piquerobi era hermano de Tibiriçá y de Caiubi, otro aliado de los europeos. João Ramalho, aunque tenía una relación distante con los jesuitas, llegando incluso a enemistarse, intentó luchar valientemente contra los indios invasores, llevando consigo a muchos indios y mamelucos en defensa de la ciudad.  Además de cumplir su papel de jefe de la defensa militar, João Ramalho era yerno de Tibiriçá, y naturalmente no faltaría en este momento. [Brás Cubas]] envió refuerzos desde Santos, ayudando en la defensa de los jesuitas.
En el primer día de la batalla, Jaguaranho, después de superar las líneas de defensa, prefirió derribar las puertas de la iglesia donde rezaban las indias a atacar a los sacerdotes que se encontraban vulnerables. Al intentar derribar la puerta, recibió un disparo en el estómago y murió en el acto lo que invirtió la ventaja de los invasores. Los combates continuaron hasta el día siguiente, 10 de julio, con victoria para los portugueses y sus aliados. Durante los combates, el jefe tupiniquim Tibiriçá mató a su hermano Piquerobi.

Llegado el día, que era la octava de la Visitación de Nuestra Señora, la numerosa hueste de los contrarios, pintada y enlucida, atacó Piratininga por la mañana con gran fanfarria.
José de Anchieta

La victoria representó la permanencia de la ciudad de São Paulo, que resultaría fundamental para la expansión colonial que tuvo lugar en los siglos siguientes. Pero tal vez debido a la aglomeración de gente, y seguramente a la falta de alimentos, la disentería se cobró muchas víctimas en la meseta, incluido el propio Tibiriçá, que murió el 25 de diciembre de 1562.